# 尼戈文奴戰役
尼戈文奴戰役（英語：Battle of Ngomano或Negomano）是第一次世界大戰東非戰場的一場戰役，交戰雙方分別是德國與葡萄牙。戰役發生不久前，保羅·馮·萊托-福爾貝克才剛率領德軍與阿斯卡利於馬希瓦戰役（位於今日坦桑尼亞）中艱辛地擊敗英軍，食物與其他補給都非常短缺。因此，德軍向南入侵葡屬東非，以掠奪葡軍資源作為補給，同時逃脫北方優勢英軍的追擊。
葡萄牙作為協約國的一員，也在法國與非洲部署軍隊，因此葡軍派遣若昂·特謝拉·平托少校率隊前去德葡邊境阻止馮·萊托-福爾貝克。1917年11月25日，在尼戈文奴紮營的葡軍被德軍側翼包抄，戰役隨後爆發，結果以葡軍被幾近全殲告終，多數不是被俘就是戰死。葡軍在尼戈文奴的投降，讓德軍能攫取大量的補給，持續在東非作戰直至大戰結束。

## 背景

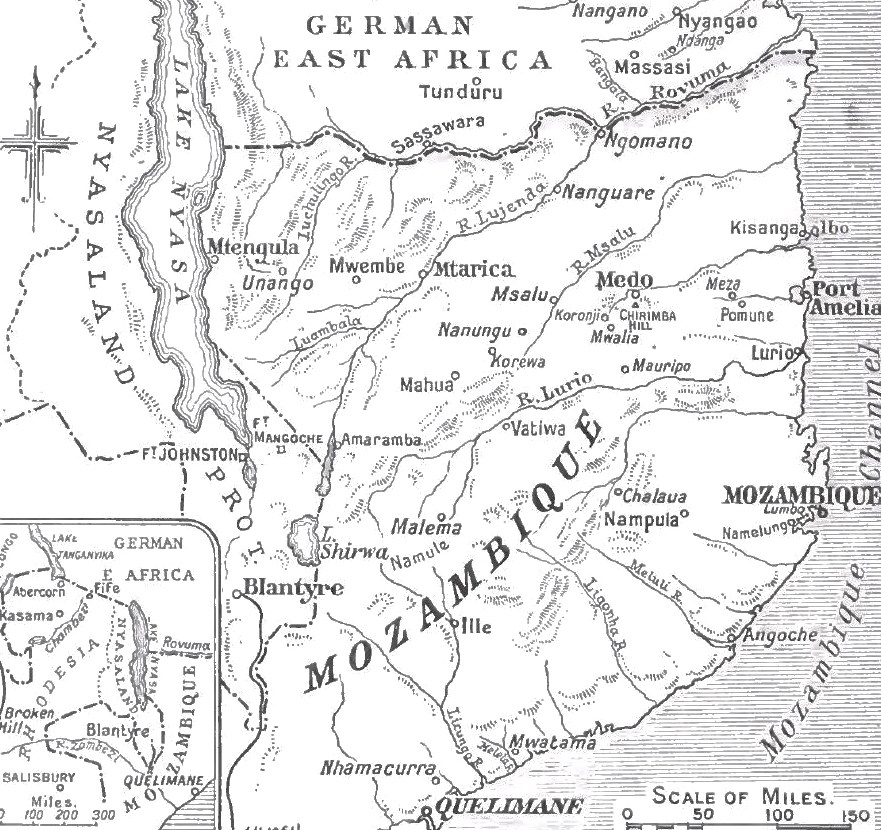
1917年德葡邊界線地圖

到了1917年11月底，想繼續戰鬥的東非德軍已剩沒幾個選項。他們處於寡不敵眾的地步，而且還被分割數個不同的集團，其中最大的兩部，要屬西奧多·塔菲爾（Theodor Tafel）部及保羅·馮·萊托-福爾貝克部，然而他們之間的聯繫已完全被切斷。雖然馮·萊托-福爾貝克在馬希瓦戰役中擊潰英軍大部，但他的部隊也折損大半，而且還幾乎耗盡德軍所有現代化的彈藥補給。在僅剩過時的武器且沒有補給的手段下，馮·萊托-福爾貝克決定入侵葡屬東非以期能獲取足夠的補給來繼續作戰。這次襲擊沒有法律上的阻礙，因為葡萄牙於1916年2月24日應英國要求，將36艘停泊在里斯本前的德國和奧匈帝國商船給扣留，於是德國因而於1916年3月9日對葡萄牙宣戰。
雖然塔菲爾部在抵達邊境便被協約國部隊截擊而被迫投降，但馮·萊托-福爾貝克及其麾下的部隊仍成功渡過魯伏馬河。可是馮·萊托-福爾貝克在面對補給短缺的情形下，還是解散了許多裝備不足的阿斯卡里及許多營地追隨者，以減少他的部隊數量。馮·萊托-福爾貝克制定了一個計劃，將帶著他減員後的部隊渡河進攻位於尼戈文奴的葡萄牙守軍。葡軍是由歐洲軍官若昂·特謝拉·平托所領導的一支本土特遣隊，平托在非洲作戰的經驗豐富。葡軍沒有準備防禦陣地，而是在11月20日抵達尼戈文奴後開始建立一個大軍營。平托麾下計有900名士兵、6門機槍以及大量補給可供支配，但他那缺乏經驗的部隊無法與馮·萊托-福爾貝克帶領的德軍（約1,500至2,000名士兵及搬運工）匹敵，後者正渡河向葡軍進發。

## 戰役過程
11月25日早上七點，駐防尼戈文奴的葡軍從英國情報人員那裡得到消息，說襲擊即將開始。但當德軍向他們襲來時，他們還是沒有準備好。為了分散平托和其部隊的注意力，德軍從河的另一岸用高爆彈砲轟葡軍營地。當砲兵在砲轟時，德軍移師上游避開了平托及其部隊的視野，並安全地渡過了魯伏馬河。葡軍並沒有在馮·萊托-福爾貝克部渡河時發動進攻，而是選擇駐防紮營在尼戈文奴。德軍因而得以輕鬆側翼迂迴葡軍陣地，並在完全包圍他們之後，以六個步兵連從葡軍營地南方、東南方及西方發起圍攻。
在事先得知德軍會發起進攻的情況下，葡軍指揮官平托得以針對襲擊做準備；然而在他準備迎戰德軍的正面攻勢時，德軍卻也從他們的後方來襲，這讓平托感到非常驚訝。葡軍試圖在步槍坑中進行塹壕戰，但平托和其他幾位軍官在交戰初期戰死後，他們陷入了混亂。
德軍幾乎沒有重型武器，由於缺乏彈藥，他們放棄了大部分的火砲和機關槍。儘管他們長期彈藥短缺，馮·萊托-福爾貝克仍有辦法率軍將四挺機槍移至步槍坑附近，並且只在近距離使用它們，以此確保不會浪費德軍彈藥。經驗不足的葡軍導致了他們的失敗，即便他們砲轟了超過三萬多發砲彈，德軍的傷亡依然相當輕微，當中也只有一名軍官。在承受巨大傷亡、折損指揮官以及發現他們正面對絕望式的寡不敵眾後，即便他們仍有足夠的軍事補給繼續作戰，葡軍最終還是投降了。

## 後續發展
德軍的傷亡相當輕微，只有少數阿斯卡利和一名歐裔士兵陣亡。相反的，葡軍遭遇巨大的潰敗，無法阻止馮·萊托-福爾貝克的部隊渡過魯伏馬河，並讓他能持續作戰到大戰結束。各來源對葡軍的傷亡估計不盡相同，有的資料給出葡軍的傷亡超過200人，以及近700人被俘的數字；其他來源則指出25名葡萄牙士兵及162名阿斯卡利戰死，同時近500人被俘。德軍將戰俘當作搬運工，用以運送所俘獲的25萬發彈藥、六把機槍以及幾百支步槍。有了這些裝備，德軍得以完全重新補給。馮·萊托-福爾貝克拋棄並摧毀原本德軍已無彈藥的德式武器，並改以葡式和英式武器重新武裝了他的部隊。從戰俘身上俘獲的葡軍制服，被用來替換德軍原先穿的破爛舊有制服。
馮·萊托-福爾貝克並未在尼戈文奴停留太久，很快就率軍向南進攻更多葡軍據點，只留下一個連作為殿後部隊駐防尼戈文奴，以防英軍決定進入葡屬東非追擊。他的部隊在打贏幾場勝利並攫取更多補給和彈藥後，於1918年返回德屬東非。

## 註解
1. ↑  佩斯（Paice）指出，葡萄牙駐軍指揮官其實是誇雷斯馬少校（Major Quaresma），雖然他憑藉資歷而對平托有指揮權，但他缺乏戰鬥經驗[7]。
2. ↑  佩斯（Paice）指出，一名英國情報人員在戰役結束後檢查了戰場並據此回報：葡萄牙駐軍除了沒有足夠的補給外，實際上還缺乏糧食，「正處在飢餓的邊緣（on the brink of starvation）」[9]。
3. ↑  據馮·萊托-福爾貝克所述，葡軍戰死200人，同時有150名歐裔士兵被釋放，另有數百名阿斯卡利被俘。海因里希·施尼（英语：Heinrich Schnee）則給出比前述小的數字[7]。

## 註腳
1. 1 2  Downes 1919, p. 179.
2. ↑  Chisholm 1922, p. 885.
3. ↑  Chisholm 1922, p. 884.
4. ↑  . Washington Post (Washington). 1916-03-10  [2018-08-10]. （原始内容存档于2019-12-21）.
5. ↑  Strachan 2004, p. 175.
6. ↑  Downes 1919, p. 180.
7. 1 2 3  Paice 2008, p. 340.
8. ↑  Newitt 1995, p. 419.
9. 1 2 3  Paice 2008, p. 339.
10. 1 2 3  Dane 1919, p. 150.
11. ↑  Downes 1919, p. 280.
12. ↑  Downes 1919, p. 281.